# Amaia Olabarrieta
Amaia Olabarrieta Elordui (Lezama, 28 luglio 1982) è una calciatrice spagnola di origini basche, centrocampista dell'Athletic Bilbao.

## Palmarès

### Competizioni nazionali
- Primera División Femenina de España: 3

Athletic Bilbao: 2004-2005, 2006-2007, 2015-2016